# Giovannetta di Sayn-Wittgenstein (1632-1701)
Giovannetta di Sayn-Wittgenstein (Wittgenstein, 27 agosto 1632 – Jena, 28 settembre 1701) è stata una nobildonna tedesca membro del casato degli Sponheim, contessa sovrana di Sayn-Wittgenstein-Sayn-Altenkirchen e per i suoi due matrimoni Langravia Assia-Braubach e Duchessa di Sassonia-Marksuhl (poi Sassonia-Eisenach).
Nata a Wittgenstein, era la sesta e più giovane dei figli di Ernesto, Conte di Sayn-Wittgenstein-Sayn e della Contessa Luisa Giuliana di Erbach. Nacque tre mesi dopo la morte di suo padre, il 22 maggio 1632. Fu chiamata probabilmente in onore della zia paterna Giovannetta di Sayn-Wittgenstein-Sayn, per matrimonio Contessa di Erbach-Erbach.

## Biografia
Nelle sue volontà, il Conte Ernesto lasciò i suoi domini al suo unico figlio maschio Luigi, sotto la reggenza di sua madre Luisa Giuliana durante la sua minore età. Nel caso che fosse morto prematuramente, le sue due figlie superstiti (Ernestina Salentina e Giovannetta) avrebbero ereditato la contea.
Quando il Conte Luigi morì quattro anni dopo (16 luglio 1636), la linea maschile di Sayn-Wittgenstein-Sayn si estinse. Una violenta disputa sopra la sua eredità sorse tra la Contessa Madre ed i tre fratellastri del suo defunto marito (figli del Conte Guglielmo III e della sua seconda moglie Anna Ottilia di Nassau-Weilburg), che rivendicavano la successione dell'intera contea. Dopo due mesi, uno di loro, il Conte Luigi Alberto di Sayn-Wittgenstein-Neumagen, infine obbligò Luisa Giuliana a cedere la contea a lui e ai suoi fratelli. Nel frattempo, il conte Cristiano, fratello minore di Luigi Alberto assediò Altenkirchen e l'elettorato di Magonza eassediò Hachenburg, che dovette ad arrendersi quando il cibo terminò; senza opzioni, Luisa Giuliana e le sue figlie fuggirono a Freusburg. Quando l'elettorato di Treviri si preparò ad assediare Freusburg, le tre fuggirono a Friedewald, mettendosi in salvo. Luisa Giuliana citò in giudizio i suoi parenti acquisiti prima al Tribunale della Camera imperiale e poi all'imperatore. Mandò i suoi consiglieri a Münster eand Osnabrück dove si stava negoziando la pace di Vestfalia del 1648. I diritti di Giovannetta ed Ernestine furono riconosciuti e, con l'assistenza svedese, una parte della contea dopo l'altra le furono restituite. 
Durante il suo esilio famigliare a Friedewald, Giovannetta (di 15 anni) sposò il 30 settembre 1647 il Langravio Giovanni d'Assia-Braubach (di 37 anni), fratello minore di Giorgio II, Langravio d'Assia-Darmstadt; tuttavia, Luisa Giuliana retained mantenne la reggenza della contea di Sayn-Wittgenstein-Sayn per le sue due figlie. Dopo quattro anni di unione senza figli, Il langravio Giovanni morì il 1 aprile 1651 a Bad Ems.
Un anno dopo (1652), Luisa Giuliana finalmente consegnò la Contea di Sayn alle sue figlie, che fu diviso in due parti: Sayn-Wittgenstein-Sayn-Altenkirchen (per Giovannetta) e Sayn-Wittgenstein-Sayn-Hachenburg (per Ernestina, che aveva sposato il Conte Salentin Ernest di Mandersheid-Blankenheim).
A Wallau il 29 maggio 1661, Giovannetta (di 29 anni) si sposò per la seconda volta con il principe Giovanni Giorgio (di 27 anni), terzo dei figli sopravvissuti di Guglielmo, Duca di Sassonia-Weimar. Ebbero otto figli:
1. Eleonora Erdmuthe Luisa (Friedewald, 13 aprile 1662 – Schloss Pretzsch, 19 settembre 1696), sposò prima il 4 novembre 1681 Giovanni Federico, Margravio di Brandeburgo-Ansbach, e poi il 17 aprile 1692 Giovanni Giorgio IV, elettore di Sassonia. Dal suo primo matrimonio, Eleonora fu la madre di Carolina, moglie di Re Giorgio II di Gran Bretagna.
2. Federico Augusto, Principe Ereditario di Saxe-Eisenach (Friedewald, 30 ottobre 1663 – ucciso in battaglia, Pressburg, 19 settembre 1684).
3. Giovanni Giorgio II, Duca di Sassonia-Eisenach (Friedewald, 24 luglio 1665 – Eisenach, 10 novembre 1698).
4. Giovanni Guglielmo, Duca di Sassonia-Eisenach (Friedewald, 17 ottobre 1666 – Eisenach, 14 gennaio 1729).
5. Massimiliano Enrico (Friedewald, 17 ottobre 1666 – Altenkirchen, 23 luglio 1668), gemello di Giovanni Guglielmo.
6. Luisa (Friedewald, 18 aprile 1668 – Altenkirchen, 26 giugno 1669).
7. Federica Elisabetta (Altenkirchen, 5 maggio 1669 – Langensalza, 12 novembre 1730), sposò il 7 gennaio 1698 Giovanni Giorgio, Duca di Sassonia-Weissenfels.
8. Ernesto Gustavo (Friedewald, 28 agosto 1672 – Altenkirchen, 16 novembre 1672).

Dopo la morte del duca Guglielmo (1662), i suoi due figli maggiori ereditarono quasi tutti i domini della famiglia; come conseguenza, Giovanni Giorgio ricevette solo un reddito dal nuovo Ducato di Sassonia-Eisenach e la piccola città di Marksuhl come residenza. Per questo, Giovannetta e suo marito risiedevano principalmente nella sua contea, dove nacquero tutti i suoi figli.
Le morti successive dei duchi Adolfo Guglielmo (1668) e Guglielmo Augusto di Sassonia-Eisenach (1671), permise a Giovanni Giorgio di ereditare questa parte dei domini paterni. Da lì, Giovannetta divenne duchessa consorte di Sassonia-Eisenach.
Giovannetta morì a Jena all'età di 69 anni, essendo sopravvissuta al suo secondo marito e a sei dei suoi figli. Fu sepolta nella chiesa di San Giorgio ad Eisenach.
La contea di Sayn-Wittgenstein-Sayn-Altenkirchen rimase unita al ducato di Sassonia-Eisenach fino al 1741, quando la linea maschile di Giovannetta si estinse. Poi, la contea passò in eredità a Carlo Guglielmo Federico, Margravio di Brandeburgo-Ansbach, nipote di Eleonore Erdmuthe, la figlia maggiore di Giovannetta. Nel 1803, a contea fu mediatizzata nel Nassau-Weilburg.

## Ascendenza
|                                    |                             |                                     | Genitori                                         |  |  | Nonni |  |  | Bisnonni                          |  |  | Trisnonni                          |  |
|                                    |                             |                                     |                                                  |  |  |       |  |  | 8. Ludwig I von Sayn-Wittgenstein |  |  | 16. Wilhelm I zu Sayn-Wittgenstein |  |
|                                    |                             |                                     |                                                  |  |  |       |  |  | 8. Ludwig I von Sayn-Wittgenstein |  |  | 16. Wilhelm I zu Sayn-Wittgenstein |  |
|                                    |                             | 17. Johannette von Isenburg-Grenzau |                                                  |  |  |       |  |  | 8. Ludwig I von Sayn-Wittgenstein |  |  |                                    |  |
| 4. Wilhelm II zu Sayn-Wittgenstein |                             |                                     |                                                  |  |  |       |  |  | 8. Ludwig I von Sayn-Wittgenstein |  |  |                                    |  |
|                                    |                             | 9. Elisabeth zu Solms-Laubach       | 18. Friedrich Magnus I zu Solms-Laubach          |  |  |       |  |  |                                   |  |  |                                    |  |
|                                    |                             | 9. Elisabeth zu Solms-Laubach       | 18. Friedrich Magnus I zu Solms-Laubach          |  |  |       |  |  |                                   |  |  |                                    |  |
|                                    |                             | 9. Elisabeth zu Solms-Laubach       | 19. Agnes zu Wied                                |  |  |       |  |  |                                   |  |  |                                    |  |
| 2. Ernst zu Sayn-Wittgenstein      |                             | 9. Elisabeth zu Solms-Laubach       |                                                  |  |  |       |  |  |                                   |  |  |                                    |  |
|                                    |                             | 10. Hermann zu Sayn                 | 20. Johann IX von Sayn                           |  |  |       |  |  |                                   |  |  |                                    |  |
|                                    |                             | 10. Hermann zu Sayn                 | 20. Johann IX von Sayn                           |  |  |       |  |  |                                   |  |  |                                    |  |
|                                    |                             | 10. Hermann zu Sayn                 | 21. Elisabeth von Holstein-Schauenburg-Pinneburg |  |  |       |  |  |                                   |  |  |                                    |  |
| 5. Anne Elisabeth zu Sayn          |                             | 10. Hermann zu Sayn                 |                                                  |  |  |       |  |  |                                   |  |  |                                    |  |
|                                    |                             | 11. Elisabeth von Erbach            | 22. Eberhard XII Graf zu Erbach (= 12)           |  |  |       |  |  |                                   |  |  |                                    |  |
|                                    |                             | 11. Elisabeth von Erbach            | 22. Eberhard XII Graf zu Erbach (= 12)           |  |  |       |  |  |                                   |  |  |                                    |  |
|                                    |                             | 11. Elisabeth von Erbach            | 23. Margareta zu Salm-Dhaun (= 13)               |  |  |       |  |  |                                   |  |  |                                    |  |
| 1. Johannette zu Sayn-Wittgenstein |                             | 11. Elisabeth von Erbach            |                                                  |  |  |       |  |  |                                   |  |  |                                    |  |
|                                    | 12. Eberhard XII von Erbach | 24. Eberhard XI von Erbach          |                                                  |  |  |       |  |  |                                   |  |  |                                    |  |
|                                    | 12. Eberhard XII von Erbach | 24. Eberhard XI von Erbach          |                                                  |  |  |       |  |  |                                   |  |  |                                    |  |
|                                    | 12. Eberhard XII von Erbach | 25. Maria zu Wertheim               |                                                  |  |  |       |  |  |                                   |  |  |                                    |  |
| 6. Georg III von Erbach            | 12. Eberhard XII von Erbach |                                     |                                                  |  |  |       |  |  |                                   |  |  |                                    |  |
|                                    |                             | 13. Margareta zu Salm-Dhaun         | 26. Philipp zu Salm-Dhaun                        |  |  |       |  |  |                                   |  |  |                                    |  |
|                                    |                             | 13. Margareta zu Salm-Dhaun         | 26. Philipp zu Salm-Dhaun                        |  |  |       |  |  |                                   |  |  |                                    |  |
|                                    |                             | 13. Margareta zu Salm-Dhaun         | 27. Antoinette de Neufchâtel                     |  |  |       |  |  |                                   |  |  |                                    |  |
| 3. Louise Juliane von Erbach       |                             | 13. Margareta zu Salm-Dhaun         |                                                  |  |  |       |  |  |                                   |  |  |                                    |  |
|                                    |                             | 14. Albrecht X von Barby-Mühlingen  | 28. Wolfgang I von Barby-Mühlingen               |  |  |       |  |  |                                   |  |  |                                    |  |
|                                    |                             | 14. Albrecht X von Barby-Mühlingen  | 28. Wolfgang I von Barby-Mühlingen               |  |  |       |  |  |                                   |  |  |                                    |  |
|                                    |                             | 14. Albrecht X von Barby-Mühlingen  | 29. Agnes von Mansfeld                           |  |  |       |  |  |                                   |  |  |                                    |  |
| 7. Maria von Barby-Mühlingen       |                             | 14. Albrecht X von Barby-Mühlingen  |                                                  |  |  |       |  |  |                                   |  |  |                                    |  |
|                                    |                             | 15. Maria von Anhalt-Zerbst         | 30. Johann IV von Anhalt-Zerbst                  |  |  |       |  |  |                                   |  |  |                                    |  |
|                                    |                             | 15. Maria von Anhalt-Zerbst         | 30. Johann IV von Anhalt-Zerbst                  |  |  |       |  |  |                                   |  |  |                                    |  |
|                                    |                             | 15. Maria von Anhalt-Zerbst         | 31. Margareta von Brandenburg                    |  |  |       |  |  |                                   |  |  |                                    |  |
|                                    |                             | 15. Maria von Anhalt-Zerbst         |                                                  |  |  |       |  |  |                                   |  |  |                                    |  |